# 미하일 불가코프
미하일 불가코프(Mikhail Afanasyevich Bulgakov, 러시아어: Михаи́л Афана́сьевич Булга́ков, 1891년 5월 15일 ~ 1940년 3월 10일)는 소비에트 연방의 극작가이다.

## 생애
미하일 아파나시예비치 불가코프는 1891년 5월 15일 러시아 제국 키예프에서 키예프 신학교 교수의 아들로 태어나 키예프 대학교 의대를 졸업하고 의사로 근무했다.
혁명 후부터 모스크바에서 여러 신문과 잡지에서 칼럼을 쓰기 시작했다. 주로 소비에트 정권에 비판적인 작품을 썼는데 그로 인해 스탈린 치하에서 그의 희곡 작품들은 여러 번 상연이 금지되는 아픔을 겪었다. 결국 그는 1930년 3월, 스탈린과 소비에트 정부에게 자신이 소련을 떠날 기회를 주거나 극장에서 생계를 위한 일을 할 수 있도록 허락해 달라고 호소하는 편지를 쓴다. 한 달 후에 스탈린은 불가코프에게 전화를 걸어 극장 일을 할 수 있도록 허가해 준다. 그 후 불가코프는 모스크바 예술극장에서 조감독으로 일하게 되었지만, 그의 작품들을 출간할 수는 없었다.
첫 작품 <투리빈가(家)의 날>(1926)은 그의 장편 <백위군(自衛軍)>을 토대로 하고 혁명직후의 내전시대의 키예프를 무대로 백군장교(白軍將校)의 한 집안의 이산(離散)과 붕괴를 묘사한 것인데, 애절한 서정과 노여움에 찬 풍자와 유머, 그리고 숨막힐 듯한 극적 긴장 속에서 반혁명군의 파멸이라는 필연성을 추구한 것이다. 이 밖에 반혁명 진영의 정신적 퇴폐를 주제로 한 <도망>(1928), 사극 <몰리에르> <최후의 나날>(알렉산드르 푸시킨) 등의 작품이 있다.
1938년, 희곡 ＜바툼＞이 스탈린이 중심인물이라는 이유로 상연 금지되자 그는 1929년에 집필을 시작했다가 중단했던 장편소설 ≪거장과 마르가리타(Мастер и Маргарита)≫를 다시 쓰기 시작한다. 이 작품의 자신의 모든 열정을 쏟아부은 불가코프는 1940년 2월에 작품을 탈고하고 한 달 후인 3월 10일 모스크바에서 숨을 거둔다. 그러나 이 소설은 출간되지 못하고 27년이 지난 1967년이 되어서야 출간될 수 있었다.

## 조이카의 아파트
불가코프의 ＜조이카의 아파트＞는 1920년대 모스크바를 배경으로 한다. 이 시기의 러시아는 스탈린의 독재 하에서 신음하고 있었다. 불가코프는 ＜조이카의 아파트＞를 통해 소비에트 사회의 저류에 면면히 흐르고 있는 부정부패를 폭로한다.
속물적인 35세의 미망인 여주인공 조이카의 아파트는 낮에는 평범한 의상실이지만, 밤마다 문란한 파티가 벌어진다. 몰락한 귀족이자, 조이카의 연인인 오볼리야니노프, 약삭빠른 사기꾼 아메치스토프, 하녀 마뉴시카를 두고 다투는 중국이민자 가졸린과 헤루빔 등 파티에 참석한 사람들은 모두 어딘가 우스꽝스럽고 기형적이다. 불가코프는 러시아 사회 전체를 상징하는 공간인 조이카의 아파트에서 일어나는 일련의 사건들을 통해서 다수의 민중을 위한 혁명이 결국은 또 다른 지배와 피지배의 관계를 만들었음을 보여준다.

## 참고 문헌
- 정막래 역, 2009년, 지만지, ISBN 978-89-6228-263-4